# Afton Township (comté de Cherokee, Iowa)
Pour les articles homonymes, voir Afton Township et Afton.
Afton Township est un township, du comté de Cherokee en Iowa, aux États-Unis,.

## Source de la traduction
- (en) Cet article est partiellement ou en totalité issu de l’article de Wikipédia en anglais intitulé « Afton Township, Cherokee County, Iowa » (voir la liste des auteurs).